# اعتماد على الكافيين
يمكن تحديد الاعتماد على الكافيين لدى الأفراد الذين يظهرون التسامح والانسحاب والرغبة والمشكلات المستمرة التي من المعروف أنها تتزايد بسبب استخدام الكافيين. أعتمادية الكافيين يمكن أن تظهر في شكل الاعتماد الجسدي أو الاعتماد النفسي أو كليهما. يعد الكافيين أحد المواد المضافة الأكثر شيوعًا في العديد من المنتجات الاستهلاكية، بما في ذلك الحبوب والمشروبات مثل المشروبات الكحولية التي تحتوي على الكافيين، ومشروبات الطاقة، ومشروبات الغازية، وبعض مسكنات الألم. يوجد الكافيين بشكل طبيعي في النباتات مثل القهوة والشاي وغيرها من النباتات. وجدت الدراسات أن 89% من البالغين في الولايات المتحدة يستهلكون في المتوسط 200 ملجم من الكافيين يوميًا. أحد مجالات الاهتمام التي تم تقديمها هو العلاقة بين الحمل واستهلاك الكافيين. عند النظر في العلاقة بين الحمل والكافيين، يبدو أن جرعات الكافيين البالغة 100 ملغ تؤدي إلى صغر الحجم عند الولادة. عند النظر إلى الوزن عند الولادة. قد يكون الكافيين خطير على الجنين وتسبب في الإجهاض عند شرب الأم الكافيين بشكل مستمر.
تختلف آلية عمل الكافيين بعض الشيء عن آلية عمل المخدرات المسببة للإدمان، مثل الكوكايين أو الأمفيتامين المستبدل. الكافيين يُعادي أو يمنع مُستقبِلات الأدينوزين. والأدينوزين هو ناتج ثانوي أو حصيلة ثانوية من النشاط الخلوي ويلعب مُستَقبِل الأدينوزين دوراً في إظهار التعب والحاجة إلى النوم. قدرة الكافيين على منع هذه المُستقبِلات تعني الزيادة المستمرة في مستويات منبهات الجسم الطبيعية، الدوبامين والنورأدرينالين.
يصف الدليل التشخيصي والإحصائي للاضطرابات النفسية أربعة اضطرابات مرتبطة بالكافيين، بما في ذلك: التسمم والانسحاب والقلق والنوم.

## الاعتماد
يمكن أن يَنتج عن استخدام الكافيين على المدى الطويل اعتماد جسدي ضعيف. لم يتم توثيق إدمان الكافيين أو أي شكل مرضي وقهري من الاستخدام لدى البشر.

### الإدمان والاعتماد
يُصنف استهلاك الكافيين على أنه اعتماد وليس إدمانًا. ولكي يُعتبر الكافيين مسببًا للإدمان، يجب أن يُنشط دائرة المكافأة في الدماغ.

## التأثيرات الفسيولوجية
يمكن أن يتسبب الاعتماد على الكافيين في المعاناة من تأثيرات فسيولوجية مختلفة قد تؤدي إلى الانسحاب. يمكن أن تتراوح الأعراض من خفيفة إلى شديدة، وتعتمد على كمية الكافيين المستهلكة يوميًا. لا تزال الاختبارات جارية للحصول على فهم أفضل للتأثيرات التي تحدث لأحد عندما يصبح معتمدًا على الكافيين بأشكاله.

### البالغون
يُستهلَك الكثير من الكافيين يوميًا ومن هذا يتشكل الاعتماد. يُعتَبر استهلاك الكافيين آمنًا في أغلب الأحيان، ولكن عند استهلاك أكثر من 400 ملغ من الكافيين ظهرت آثارًا فسيولوجية ونفسية ضارة؛ خاصةً في الأشخاص الذين لديهم ظروف موجودة مسبقًا. بإمكان اعتماد البالغين على الكافيين أن يسبب مجموعة من المشاكل الصحية مثل الصداع والأرق والدوخة ومشاكل القلب وارتفاع ضغط الدم وغيرها. عندما يعتمد شخص بالغ على هذه المادة، يجب أن يستهلك كمية معينة من الكافيين يوميًا لتجنب حدوث هذه الآثار.

### الحمل
يوصى بعدم تناول أكثر من 200 ملغ من الكافيين يوميًا في حالة الحمل.

## آلية عمل الكافيين
تأثيرات الكافيين المُحفِّزة تظهر عن طريق عرقلة إنتاج الأدينوزين وزيادة نشاط الخلايا العصبية. وهناك أربعة مستقبلات معروفة للأدينوزين. A1، A2A، وهما نوعان فرعيان معاديان للكافيين. مُستقبلات الأدينوزين A1 هي سابقة للمشبك وتقييم في عدة أماكن من الدماغ، و تشمل أيضاً قشرة الدماغ والحُصيْن، حيث أنها (مستقبلات الأدينوزين) تمنع الإفراج عن الدوبامين والغلوتامات والأستيل كولين. الكافيين يُعادي -كذلك- البنزوديانزيبينات وبالرغم من أنه أضعف من مستقبلات الأدينوزين. الكافيين يمكنه أن يتداخل مع آثار البنزوديانزيبينات المستهلكة في الوقت نفسه.
ونصف العمر في البالغين حيث تتراوح 3,5-6 ساعات وتختلف مع تقدم العمر. أيضاً الحمل يؤثر على فترة نصف العمر؛ لأنه قبل نهاية فترة الحمل، يزيد إلى عشر ساعات ونصف عمر الكافيين أطول في الجنين ، كما أنها تفتقر إلى إنزيمات الكبد CYP1A2 و CYP1A1 للأستقلاب عليه.

## الآثار السلوكية
تبيّن أن تأثير الكافيين مشابه لتأثير المودافينيل عند البالغين الذين يستيقظون لأكثر من 54 ساعه للحفاظ على اليقظة المعرفيه. ومع ذلك، فإنه لديه القدرة على زيادة القلق ,خصوصا عند الشباب .

## التَحمُّل
عادةً ما تختلف مستويات تَحمُّل الكافيين من شخص لآخر. يحدث تحمل الكافيين عندما تنخفض التأثيرات التحفيزية للكافيين بمرور الوقت بسبب الاستهلاك المنتظم للكافيين. يحدث تحمل الكافيين عندما يستجيب الجسم لتناول الكافيين من خلال التنظيم الأعلى لمستقبلات الأدينوزين وذلك وفقًا لدراسة صادرة عن المكتبة الوطنية للطب.